# Lori Lightfoot
Lori Elaine Lightfoot (ur. 4 sierpnia 1962 w Massillon) – amerykańska polityk, w latach 2019-2023 burmistrz Chicago.

## Życiorys
Urodzona 4 sierpnia 1962 r. w przemysłowym Massillon w Ohio jako najmłodsze z czworga dzieci robotniczej rodziny. Jej ojciec Elijah mimo niepełnosprawności (głuchota) pracował na kilka etatów jako woźny, fryzjer i złota rączka, by utrzymać rodzinę. Jej matka Ann była pomocą w szpitalach psychiatrycznych i domach opieki. Za sprawą namów matki dążyła do osiągania bardzo dobrych wyników w nauce. Uczęszczała do zdominowanej przez białych uczniów Massillon’s Washington High School, w której była zawodniczką drużyny koszykarskiej i przez trzy lata przewodniczącą klasy. W 1980 r. wstąpiła na studia politologiczne na University of Michigan, jednocześnie pracując, by spłacić pożyczkę studencką.
Po studiach przeprowadziła się do Waszyngtonu, gdzie została pracownicą w biurze republikańskiego kongresmena Ralpha Reguli z Ohio, a potem demokratki Barbary Mikulski z Marylandu. Dzięki zdobytemu doświadczeniu zawodowemu w 1986 r. z powodzeniem aplikowała na University of Chicago Law School, na którym otrzymała pełne stypendium. Od tamtego czasu pozostawała związana z tym miastem. Podczas studiów dokonała coming outu przed rodziną.
Po studiach rozpoczęła pracę w firmie prawniczej, dochodząc do pozycji partnera spółki. Przez pewien okres w latach 1990. pracowała także w biurze prokuratora, zajmując się przestępstwami narkotykowymi, korupcją polityczną i defraudacjami. W latach 2002–2005 pracowała w administracji burmistrza Chicago Richarda M. Daleya, m.in. w 2002 r. nadzorca chicagowskiego departamentu policji zlecił jej śledztwo w sprawie skarg na oficerów policji. W następnych latach zajmowała inne stanowiska związane z policją i samorządem, m.in. szefa zarządu cywilnej Rady Policji Chicago, a w 2015 r. została szefem komisji dyscyplinarnej policji. Jej komisja opublikowała rok później raport, wskazujący rasizm i inne systemowe nieprawidłowości.
W tym okresie zaczęła rozważać kandydowanie na burmistrza, ponieważ dotychczasowy burmistrz Rahm Emanuel nie mógł ubiegać się o ten urząd po raz trzeci. W wyborach w 2019 r., z wynikiem 74%, została wybrana burmistrzem, pokonując w drugiej turze demokratkę Toni Preckwinkle. Lightfoot została drugą kobietą (po Jane Byrne) i trzecią osobą czarnoskórą na tym stanowisku (po Haroldzie Washingtonie i Eugene′ie Sawyerze). Urząd burmistrza przestała pełnić 15 maja 2023 roku.
Wraz z żoną wychowuje córkę.